# Dionysios
Dionysios oder Dionysius, deutsche und französische Kurzform auch Dionys, ist ein männlicher griechischer Vorname.

## Herkunft und Bedeutung
Es handelt sich um einen der im alten Griechenland üblichen Weihenamen, die den Geborenen direkt dem Schutz eines Gottes, in diesem Fall Dionysos, unterstellen (vgl. Demetrios < Demeter; Apollonios < Apollon; Aphrodisios < Aphrodite). Der Name bedeutet daher „der Dionysische, der Dionysos Geweihte“.

## Varianten
Moderne Versionen des Namens umfassen unter anderen französisch Denys oder Denis (weibliche Form Denise), englisch Dennis, italienisch Dionigi, spanisch Dionisio, portugiesisch Dinis oder Diniz, ungarisch Dénes und friesisch Nys (auch Nyss, Nyß, Nis, Niss oder Niß, daher auch der Familienname Nyssen oder Nissen).

## Namensträger
(in zeitlich aufsteigender Reihenfolge):
- Dionysios von Kolophon, griechischer Maler des 5. Jahrhunderts v. Chr.
- Dionysios I. von Syrakus, Tyrann (430–367 v. Chr.)
- Dionysios II. von Syrakus, Tyrann (367–344 v. Chr.)
- Dionysios von Messene († 323 v. Chr.), von Alexander dem Großen hingerichteter Grieche
- Dionysios von Herakleia (um 360 v. Chr. bis 305 v. Chr.), Tyrann (336–305 v. Chr.)
- Dionysios von Chalkedon (um 350 v. Chr.), Philosoph
- Dionysios von Herakleia (Aulet) (um 324 v. Chr.), Flötenspieler am Hof Alexanders des Großen
- Dionysios Metathemenos (4. und 3. Jahrhundert v. Chr.), Philosoph, Schüler des Zenon
- Dionysios Iambos (um 250 v. Chr.), alexandrinischer Grammatiker
- Dionysios von Alexandria (Astronom) (3. Jahrhundert v. Chr.), alexandrinischer Astronom
- Dionysios (Gesandter) (3. Jahrhundert v. Chr.), Gesandter von Ptolemaios II. nach Indien
- Dionysios Skytobrachion (Lederarm), alexandrinischer Mythograph (≈ 200 v. Chr.)
- Dionysios Thrax (der Thraker) (etwa 180/170 bis ca. 90 v. Chr.), griechischer Grammatiker
- Dionysios Petosarapis (2. Jahrhundert v. Chr.), ägyptischer Philosoph und Führer eines Aufstands ca. 168–64 v. Chr.
- Dionysios, indo-griechischer König (≈ 50 v. Chr.)
- Dionysios von Halikarnassos, griechischer Gelehrter (1. Jahrhundert v. Chr.)
- Dionysios von Heliopolis, griechischer Wahrsager und Traumdeuter
- Dionysius (Konsul 429), römischer Heermeister und Konsul der Spätantike
- Dionysios, griechischer Epiker und Verfasser der Bassarika
- Dionysius Areopagita, zweiter Bischof von Athen im 1. Jahrhundert
- Dionysios von Byzanz, griechischer Geograph des 2. Jahrhunderts n. Chr.
- Dionysios von Milet (Sophist), griechischer Redner des 2. Jahrhunderts n. Chr.
- Dionysios von Alexandria (Geograph), auch „Dionysios Periegetes“, verfasste eine Weltbeschreibung als Gedicht (um 124)
- Dionysios von Korinth (um 170/2. Jahrhundert)
- Dionysius von Vienne († 193), Bischof von Vienne
- Dionysius von Alexandria (um 180–264), Bischof von Alexandria
- Dionysius von Augsburg, auch: Zosimus, legendärer erster Bischof von Augsburg, galt als Onkel der heiligen Afra von Augsburg
- Dionysius von Paris (Saint Denis), Bischof von Paris, Märtyrer († nach 250), jener der vierzehn Nothelfer mit seinem abgeschlagenen Haupt in der Hand
- Dionysius (Bischof von Rom) († 268), Bischof von Rom (259–268)
- Dionysius von Mailand († zwischen 355 und 375), Bischof von Mailand
- Dionysius Exiguus (um 470–540), ein dakischer Mönch, auf den Teile der christlichen Zeitrechnung zurückgehen
- Pseudo-Dionysius Areopagita (um 500), Theologe, der sich als der von Paulus bekehrte Areopagit ausgibt
- Pseudo-Dionysius von Tell Mahre, im 8. Jahrhundert schreibender Chronist, dessen Werk irrtümlich Dionysius von Tell Mahre zugeschrieben wurde
- Dionysius von Tell Mahre (773–845), ein früheres Oberhaupt der Syrisch-Jakobitischen Kirche
- Dionysius bar Salibi (1171)
- Dionysios von Melatia († nach 1259), Patriarch der Syrisch-Orthodoxen Kirche von Antiochien
- Dionysius (Portugal) (1261–1325), König von Portugal (Dom Dinis)
- Dionysius von Montina (14. Jahrhundert)
- Dionysius der Kartäuser (auch: D. Rijckel, D. Leeuwen; 1402–1471)
- Dionysios von Zakynthos, Erzbischof von Ägina († 1622)
- Dionysius a Navitate Domini (1600–1638), französisch-portugiesischer Karmeliter-Priester und Märtyrer, eigentlicher Name Pierre Berthelot
- Dionysios der Philosoph (ca. 1540–1611), griechischer Kleriker und Revolutionär
- Dionysius von Werl (1640–1709)
- Dionysius von Luxemburg (1652–1703)
- Christoph Dionysius von Seeger (1740–1808), einer der frühesten Lehrer und ein Hauptorganisator der Hohen Karlsschule
- Dionysios Sourmelis (18. Jh.–1860er), griechischer Freiheitskämpfer, Historiker und Orator
- Dionysius Lardner (1793–1859), irischer Physiker, Mathematiker und Enzyklopädist
- Dionysius Lardner Boursiquot, Geburtsname von Dion Boucicault (1820–1890), irisch-US-amerikanischer Dramatiker, Schriftsteller und Schauspieler
- Dionysios Solomos (1798–1857), griechischer Dichter
- Dionysios Lavrangas (1860–1941), griechischer Geiger, Dirigent sowie Komponist
- Dionysios Kokkinos (1884–1967), griechischer Historiker, Journalist, Akademiker und Schriftsteller

- Marcus Ulpius Dionysius, antiker römischer Vergolder